# Coelogyne latiloba
Coelogyne latiloba är en orkidéart som beskrevs av De Vogel. Coelogyne latiloba ingår i släktet Coelogyne, och familjen orkidéer. Inga underarter finns listade i Catalogue of Life.